# Clubiona revilliodi
Clubiona revillioidi är en spindelart som beskrevs av Roger de Lessert 1936. Clubiona revillioidi ingår i släktet Clubiona och familjen säckspindlar. Inga underarter finns listade i Catalogue of Life.